# Hora de Pionyang
La zona horaria de la República Popular Democrática de Corea (UTC+9:00) empezó el día martes 24 de mayo de 2022 las 00:00 horas que ahora es la hora de Pionyang.
Anteriormente la zona horaria era UTC+8:30 que comenzó el día sábado 15 de agosto de 2015 las 00:00 horas y que fue cambiado el día sábado 5 de mayo de 2018 las 00:00 horas.
La medianoche llegó dos veces para los norcoreanos el viernes 14 de agosto, ya que tuvieron que retrasar media hora sus relojes. La Televisión Central de Corea ofreció imágenes de hombres vestidos con trajes tradicionales coreanos haciendo sonar una campana ceremonial gigante a modo de celebración. Al mismo tiempo, las fábricas, trenes y barcos de todo el país hacían sonar sus sirenas.